# 私の國語敎室
『私の國語敎室』（わたくしのこくごきょうしつ）は、福田恆存の著書。現代仮名遣いと、それを推し進めた国字改良論者とを批判しつつ、歴史的仮名遣を解説・推奨する入門書。

## 概略
1958年から雑誌『聲』創刊号から第5号迄に掲載された文章を1冊にまとめたもので、6章および増補編（追加論考）からなる。福田恆存が仮名遣に対する自らの見解を記したものとして著名であり、現代仮名遣いを非とし歴史的仮名遣を是とする人にとって「虎の巻」としての地位を有する。
なお、門下生の土屋道雄による 『國語問題論爭史』（玉川大学出版部、2005年）で、国語国字問題や本書に関する詳しい経緯が述べられている。

## 増補論考
『福田恆存評論集 第6巻』に所収。再追記・増補後書きで執筆。
- 國語問題と國民の熱意
- 言葉と文字
- 陪審員に訴ふ
- 新國語審議會採點
- 日本語は病んでゐないか
- 世俗化に抗す

## 内容

### 第1章
前半と後半に分けられる。前半では現代仮名遣いの表音的でない規則として、(1)助詞の「は」「へ」「を」に限っては経過措置として残したこと、(2)[o:]という発音を含む語について、連母音/au/と/ou/に由来する[o:]の場合は「おう」と書き、/oo/に由来する場合は「おお」と書くことにしたこと、(3)「じ」と「ぢ」、「ず」と「づ」の使い分けについて、基本的に書き分けず「じ」と「ず」にするが、2語の複合によるという意識を持つ複合語についてはぢとづを用い、（語源的には複合語ではあるが）複合語と思われていないような語では「じ」と「ず」とするという、語源に関する意識というあいまいな基準をとっていることをあげ、これを欠点と断ずる。後半では表記と音韻について述べる。

### 第2章
「（一）「語に随ふ」といふこと」では歴史的仮名遣と現代仮名遣いとでは表記の原理が異なるとし、歴史的仮名遣の原理を「表記は語にしたがう」ものであると述べる。ついで橋本進吉と江湖山恒明の文章を引きつつ、かなは平安後期以降、音の混同によって（語中で）/fa/なら「は」、/wa/なら「わ」といった音と文字の単純な対応が失われたと述べる。「（二）音便表記の理由」では、表音文字である仮名でも表意性を志向するとのべ、（三）に続ける。「（三）文字と音韻」では「表記は語にしたがう」の意味について敷衍し、国字改良論者を批判する。「（四）「現代仮名遣い」の弱点」では、前半で第1章と同様に現代仮名遣いの欠点をあげ、後半で国字改良論者の批判を行う。

### 第3章
歴史的仮名遣は決して難しくなく、多くの人が軽々と使いこなしていたとし、ついでハ行転呼音に由来する語中語尾のワ・ウ・オ・エ・イ音と、ジ・ズ音の表記（書き分け）をあげ、その後に歴史的仮名遣に習熟し得ぬのは国語教育に原因があるとし、かなを漢字より格下のものとみなす旧風によって仮名づかいがやかましく言われなかったといった言葉をのべる。

### 第4章
平安時代から現代までの音韻について略述する。

### 第5章
歴史的仮名遣で（「かは」の「は」のように）語中でハ行の字で書かれる音節について、その古く[ɸ]をもっていた部分は、現代語でも[h]の有声化した[ɦ]がごく弱く発音されているため、ワ、またア行の字よりもハ行の字を用いるほうが適切である、など現代音に関連づけて歴史的仮名遣を正当性を述べる。

### 第6章
現代仮名遣いの当局者は、最終的には漢字廃止およびローマ字化を企図していたと述べる。ついで焦点を漢字の廃止に移し、中世に漢語が多用されたのは方言差の克服が原因であろうとのべ、また和語による造語が冗漫であるのに対して漢語が簡潔であり、（漢字の廃止によって生じるであろう）漢語の減少は利をもたらさないと説く。そして現代仮名遣い支持者の、実用上の文章は現代仮名遣い、古典には歴史的仮名遣を用いればよいという主張は大衆と専門家の間で文化の断絶をもたらすとして非難する。また英語のつづりをあげ、つづりをおぼえる負担が英語にも存在し、それは漢字をおぼえる負担と同様であるとするなど、国字改良論者に対する批判を個別的にあげる。

### 国語問題早解り
国語問題はいくつかにわかれ、その一つに表記に関する問題があると、話の枕をのべ、漢字廃止論の批判にもっていく。かな専用論では分かち書きせず語を全てつなげて書くとまぎらわしいこと、（主に漢語に）同音語が多いことをあげ、読む能率の点で劣ると断ずる。

### 陪審員に訴ふ
NHKの番組「あなたは陪審員」を枕にして、漢字制限は無意味であるとのべる。そして漢字制限を行わない場合に多数の漢字が用いられうるという批判に対し、(1)実用性を考えると用いられる漢字が一定数にとどまる、(2)音符を同じくするn個の形声字はおぼえる労力は単にn点ではないとして、字数制限の必要性を否定する。ついで、当用漢字のうち音読みのみあげられた漢字については、訓読みを教えることで音読みされる漢語の意味がわかやすくなるのだから訓読みも加えねばならないと述べる。そして漢字制限を企図する国字改良論者を、大衆のため（に漢字を減らす）といって国語を破壊する偽善者と評する。

### 言葉と文字
やや雑駁に国語改革が有害なものであると批判する。

### 日本語は病んでゐないか
「摸」のかわりに「模」を用いることなど、「同音の漢字による書き換え」的な表記は、国語を破壊するための誘導であると述べる。ついで、誤用とされる言いまわしを（定着もしていないうちに）始めから正用として認めようと唱える態度はけしからんと述べる。そして、主観的にら抜き言葉の響きが美しくないとし、ついで誤用を使うほうがそうでないほうより大きな顔をする風潮はよろしくないと述べる。

## 書誌情報
- 『私の國語敎室』新潮社、1960年12月。 - 初刊の単行本。
- 『私の國語敎室』新潮社〈新潮文庫〉、1961年7月。 - 上記を文庫化。解説杉森久英、広範囲での普及のため低価で出版。
- 『福田恆存評論集 第7巻　言葉とはなにか』新潮社、1966年12月。 - 1・2・6章と増補あとがきの一部のみ収録。
- 『増補版 私の國語敎室』新潮社〈新潮文庫〉、1975年4月。 - 後書きを補記。
- 『私の國語敎室 增補版』中央公論社〈中公文庫〉、1983年3月。ISBN 4-12-201012-8。 - 新たな後書きを追加。
- 『福田恆存全集 第四巻』文藝春秋、1987年8月。ISBN 4-16-363380-4。
- 『私の國語敎室』文藝春秋〈文春文庫〉、2002年3月。ISBN 4-16-725806-4。 ‐ 解説市川浩
- 『福田恆存評論集 第六巻』麗澤大学出版会、2009年3月。ISBN 978-4-89205-546-1。